# Durand de Sanch-Inhan
Durand fou el fundador del monestir de Sanch-Inhan (després abadia de Sanch-Inhan, en francès Saint-Chinian).
És possible que sigui la mateixa persona que el diaca i notari que signa un diploma imperial el 825 relacionat amb el comte Liebulf. No gaire després Durand (el mateix diaca o una altra persona) va fundar el monestir a la diòcesi de Narbona en un lloc anomenat Holotian, al país de Vernosoubre (llatí Vernaduprense, francès Vernazobre) a la vora d'un rierol de nom Vernosoubre, que li havia estat donat liberalment per Lluís el Pietós. L'església fou dedicada a sant Anià bisbe d'Orleans; el primer abat fou Woica.